# Флаг Флоренции
Флаг Флоренции, также известный как Флорентийская лилия (итал. Il Giglio Fiorentino), — флаг Флорентийской республики в 1250—1532 годах. Флаг остался символом города и после падения республики, продолжая использоваться во Флоренции и по сей день. Флаг представляет собой белое поле со стилизованным красным ирисом, обычно именуемым лилией.

## История
Согласно одной из теорий история флага восходит ко времени основания Флоренции во времена Римской империи — 59 г. до н. э. Случилось это в период празднований в честь римской богини Флоры, из-за чего цветы, в частности ирис, и стали символом Флоренции. По другой версии происхождение флага объясняется обилием флорентийский ирисов, произраставших в окрестностях города.
Красный и белый цвета на флаге, возможно, происходят от герба Уго I, маркграфа Тосканы (969—1001), представлявшего собой щит с чередующимися красными и белыми вертикальными полосами.
Несмотря на сомнительность происхождения лилии, флорентийские гибеллины приняли к XI веку герб с белой лилией на красном поле, в результате чего этот символ стал ассоциироваться с городом. Однако в 1250 году гибеллины были побеждены и изгнаны их соперниками — гвельфами.
Изгнанные гибеллины продолжали использовать герб с белой лилией на красном поле, поэтому гвельфы решили поменять цвета на символе города, введя флаг с красной лилией на белом фоне. Он получил широкое распространение в городе, украсив ряд общественных зданий в виде архитектурных деталей. Лилия также стала изображаться на щите Марцокко, геральдического льва, который стал олицетворять Флоренцию в XIV веке. Самое известное изображение Марцокко с лилией находится на площади Синьории, эта скульптура была создана Донателло в период между 1418 и 1420 годами.
Новая эмблема Флоренции стала использоваться как в городе, так и за его пределами как символ флорентийского могущества. Флорентийская лилия получила распространение и в окрестностях города, например, её переняли Скарперия и Кастельфьорентино. Но она на их символах изображалась без тычинок ириса, которые могли изображаться исключительно на символах города Флоренции.
Флаг с лилией также был изображён на первых флоринах, отчеканенных городом в 1252 году.
В 1530 году Флорентийская республика была официально распущена императором Священной Римской империи Карлом V и заменена на Флорентийское герцогство, которым управляла семья Медичи. К 1532 году флорентийскую лилию в качестве символа города вытеснил герб Медичи. Несмотря на это, флорентийская лилия продолжала оставаться популярной среди населения.
С 1808 по 1814 годами Флоренция находилась под управлением Наполеона Бонапарта, являясь префектурой департамента Арно во Французской империи. Наполеоновские власти пытались запретить Флорентийскую лилию в городе, заменив её на другой флаг. Однако, явное негодование и бурные протесты населения заставили их отказаться от этой идеи.
Форентийская лилия украсила собой вычурный фасад Флорентийского собора и колокольню Джотто.

## Современное использование
Флорентийская лилия по-прежнему является символом города. Она представлена на эмблеме клуба итальянской футбольной Серии А «Фиорентина». Флаги с лилией широко представлены на традиционных соревнованиях по метанию флага на Трофей Марцокко, которые проходят 1 мая каждого года на площади Синьории.
Флаг развевается над общественными и частными зданиями по всей Флоренции, например, над палаццо Веккьо.
Флаг Флоренции также изображается на множестве общественных объектов. Например, его можно обнаружить на мусорных баках, машинах скорой помощи и троллейбусах по всему городу.

## Галерея

Флаги Флоренции
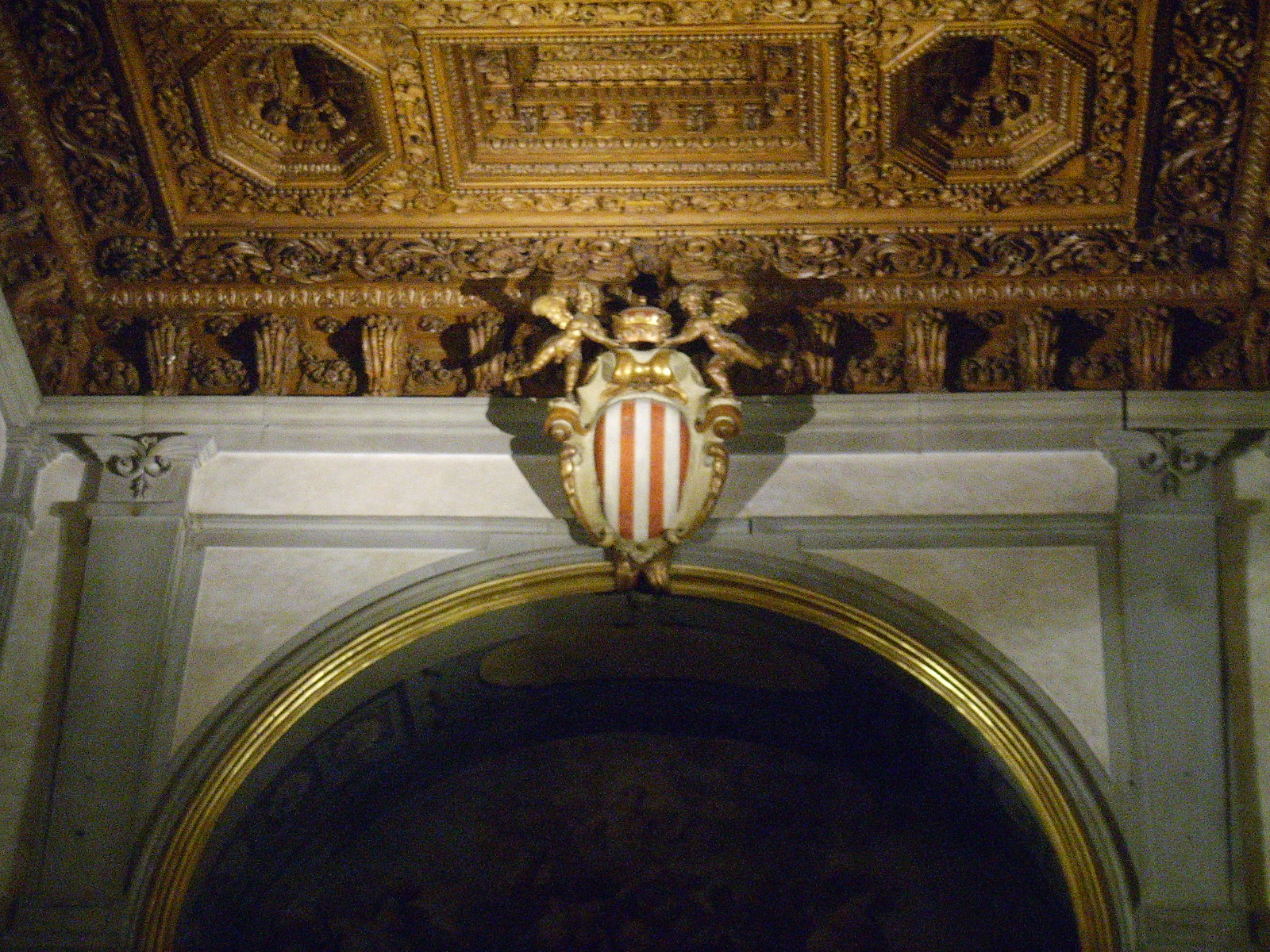
Герб Уго I, маркграфа Тосканы (969–1001)
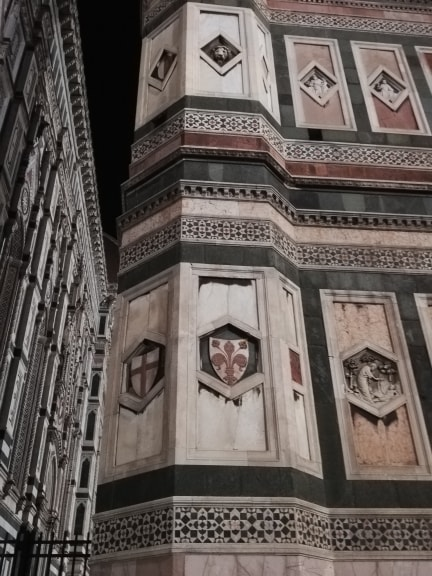
Флорентийская лилия на колокольне Джотто
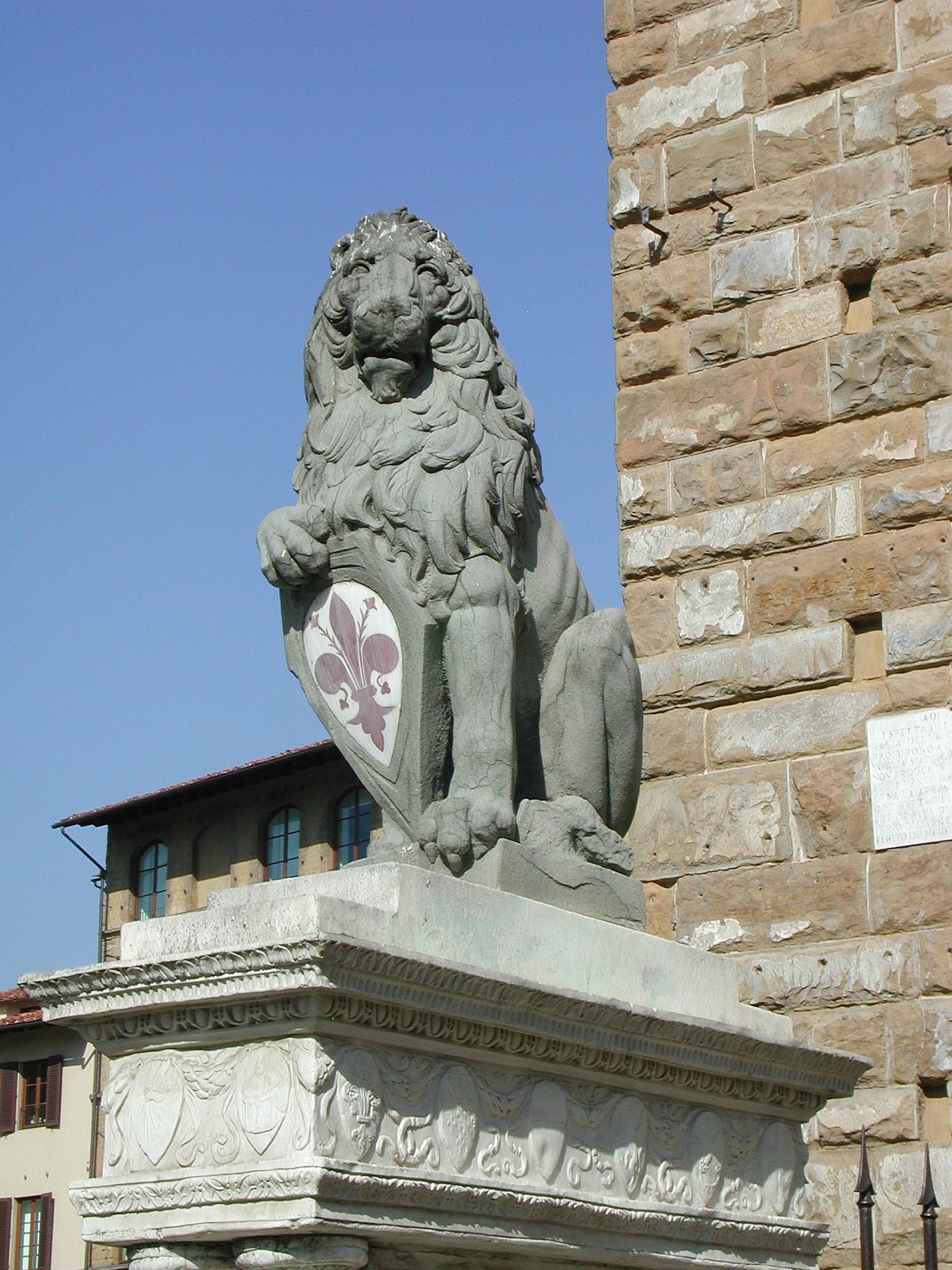
Марцокко держит щит, украшенный флагом Флоренции.
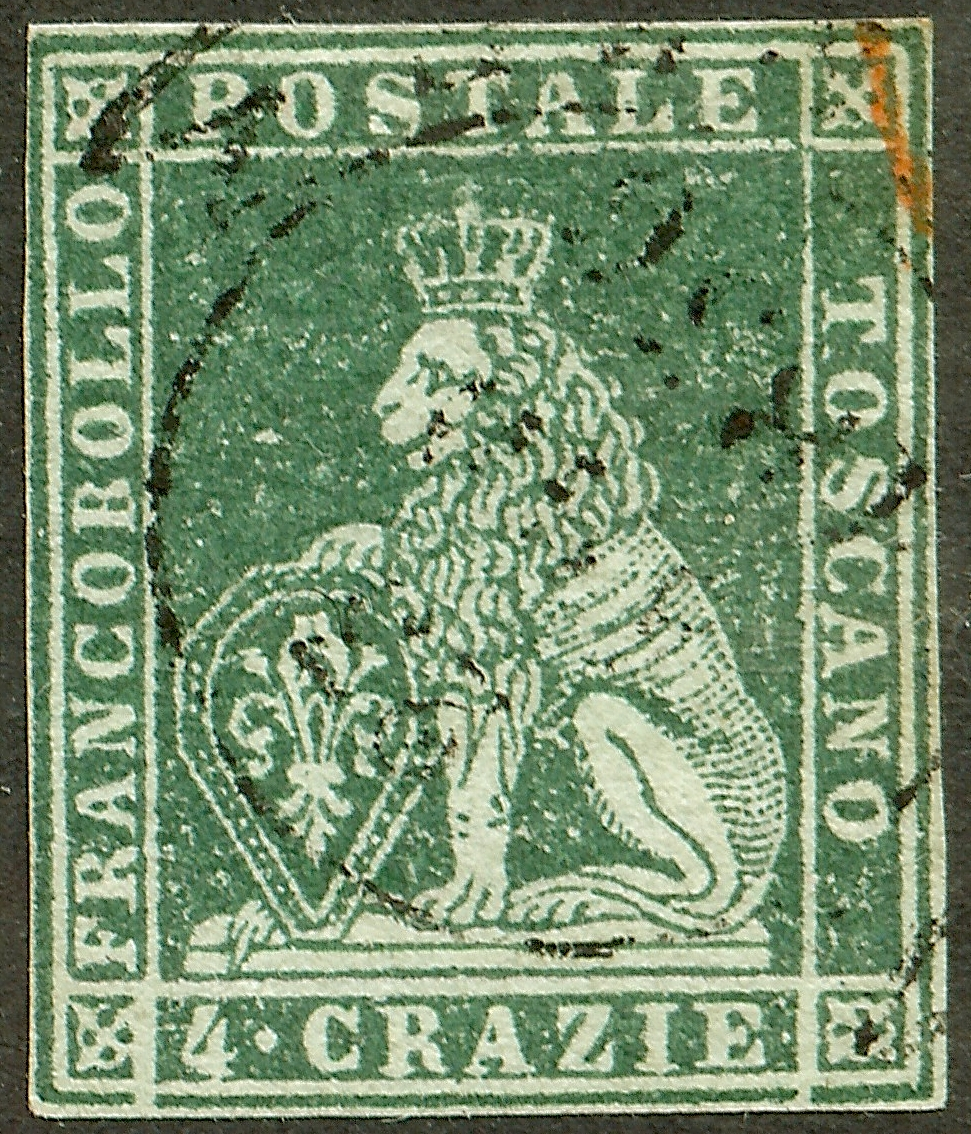
Флаг Флоренции на почтовой марке 1851 года
Флаг Флоренции, использовавшийся до поражения гибеллинов в 1250 году